# أوليمبيا كوليجيانا
أوليمبيا كوليجيانا (بالإيطالية: A.S.D. Olimpia Colligiana) هو نادي كرة قدم إيطالي مقره في كولي دي فال ديلسا، توسكانا.